# Lafage
Lafage é uma comuna francesa na região administrativa de Occitânia, no departamento de Aude. Estende-se por uma área de 12,71 km². Em 2010 a comuna tinha 93 habitantes (densidade: 7,3 hab./km²).